# Ron Regé, Jr.
Ron Regé, Jr. (né le 5 décembre 1969 à Plymouth) est un auteur de bande dessinée et musicien américain. Figure de la scène des minicomics depuis la fin des années 1980, il est également musicien. Batteur du groupe Lavender Diamond depuis sa création en 2003, Ron Regé, Jr. vit actuellement[Quand ?] à Los Angeles.

## Biographie
Ron Regé, Jr. naît le 5 décembre 1969 dans le Massasushetts. Il lit des comics mainstream comme GI Joe ou les X-Men avant de découvrit la bande dessinée indépendante grâce à Love and Rockets de Jaime, Gilbert et Mario Hernandez, publié par Fantagraphics Après le lycée, en 1988, Il suit des cours dans une école d'art mais l'idée de passer des années à créer des œuvres qui seront présentées pour un temps très bref dans des galleries ne le tente pas. Il préfère créer des minicomics mais comme cela ne suffit pas pour vivre il travaille dans une boutique de reprographie. Toutefois ces minicomics sont finalement rassemblés et dans les années 1990 sont publiés par Highwater Books. En 1999, il sort Skibber Bee-Bye qui est son premier roman graphique. Ron Regé non seulement dessine des comics mais est aussi batteur dans le groupe Lavender Diamond. En 2012, il publie The Cartoon Utopia qui est réédité en 2016 par Fantagraphics même temps qu'il sort What Parsifal Saw.

## Analyse de l'œuvre
À partir des années 2000, Ron Regé s'intéresse à l'ésotérisme assistant même à des lectures d'une sorcière à Los Angeles en 2010 et ses ouvrages sont entre autres une mise en image de ses réflexions sur ce sujet,.

## Publications
- Year Hoist, 16 numéros, auto-édition, depuis 1990.
- The Dum Dum Posse Reader, Nib Comics, 1994.
- Skibber Bee~Bye,  Highwater Books, 2000. Réédité par Drawn & Quarterly, 2006.
- The Awake Field, Drawn & Quarterly, 2006.
- Against Pain, Drawn & Quarterly, 2008.
- The Cartoon Utopia, Fantagraphics, 2012.
- What Parsifal Saw,  Fantagraphics, 2016.

## Traductions françaises
- Participation à Comix 2000, L'Association, 1999, p. 1513-1516.
- The Hidden Logic di Rigazzi, B.ü.L.b comix, coll. « 2[w] » (Set G - n°5), 2001.
- Fuc(k), B.ü.L.b. Comix, coll. « 40[w] », 2002.
- Skibber Bee-Bye, Cornélius, coll. « Delphine », 2012.